# Otto Goldschmidt
Otto Moritz David Goldschmidt (ur. 21 sierpnia 1829 w Hamburgu, zm. 24 lutego 1907 w Londynie) – niemiecki kompozytor, pianista i dyrygent.

## Życiorys
Kształcił się w Hamburgu u Friedricha Wilhelma Grunda i Jakoba Schmitta, następnie był uczniem Felixa Mendelssohna, Hansa von Bülowa, Moritza Hauptmanna i Louisa Plaidy w Lipsku. W 1848 roku przebywał w Paryżu, gdzie prawdopodobnie pobierał lekcje u Fryderyka Chopina. W tym samym roku wystąpił w Londynie na koncercie z Jenny Lind, której towarzyszył w 1851 roku w podróży koncertowej do Stanów Zjednoczonych i którą w 1852 roku poślubił. W latach 1852–1855 przebywał w Dreźnie, a od 1858 roku mieszkał na stałe w Londynie. W 1862 roku wspólnie z Williamem Sterndale Bennettem wydał Chorale Book of England. Od 1863 roku był wykładowcą Royal Academy of Music, w 1866 roku objął funkcję jej wicedyrektora. Dyrygował festiwalami muzycznymi w Düsseldorfie (1863) i Hamburgu (1866). W 1875 roku założył w Londynie Bach Choir, który prowadził do 1885 roku. W 1876 roku z zespołem tym zaprezentował w Anglii po raz pierwszy Wielką mszę h-moll J.S. Bacha. Odznaczony został szwedzkim Orderem Wazów (1876).
Skomponował m.in. Koncert fortepianowy Es-dur, Trio fortepianowe B-dur, oratorium Ruth (1867), Music na sopran, 3 chóry żeńskie, organy i harfę (1898).